# Miriam Saavedra
Miriam Isabel Saavedra Garamendi (Lima, 30 de diciembre de 1993), conocida como Miriam Saavedra, es una actriz y colaboradora de televisión peruana que cuenta también con la nacionalidad española desde 2023.

## Biografía
Nació el 30 de diciembre de 1993 en Lima, Perú. Es hija única por parte de madre, sin embargo, por parte de padre tiene tres hermanas, una mayor y dos menores . Debido a la separación de sus padres fue criada por su madre y sus abuelos maternos en El Callao. A los 15 años empezó su carrera de modelo en su país natal. Se formó como actriz en la escuela de interpretación teatro libre. Desde entonces formó parte de obras de teatro, cine y televisión en Perú.
En el año 2016 se hace muy conocida en España. En abril participa en el reality show, Supervivientes siendo la quinta expulsada tras 42 días de concurso. Además en ese mismo año, lanza su marca de ropa de vestidos femeninos con diseños propios, llamada Garamendi by Miriam Saavedra, en Perú.
En el 2017 protagoniza la película peruana Aventura Sangrienta.
En abril de 2018, se incorpora a Sálvame como colaboradora, donde además tiene una sección nombrada Diario Mi, en el cual realiza entrevistas a personajes políticos, como Iñigo Errejon, Pedro Sánchez o Martín Vizcarra, y del espectáculo. La sección llamaba la atención por su jocosidad, debido a sus ocurrencias y su poco conocimiento sobre los temas. En septiembre, se confirma su participación en el reality español, Gran Hermano VIP 6 dónde el 20 de diciembre, tras 95 días de concurso y con un 71,1% de votos del público a su favor, se proclama ganadora de los 100.000€ del premio final. A finales de diciembre, presenta su canal digital Princess Inca, en la plataforma en línea de Mediaset España, Mtmad.
En enero de 2019, comienza a colaborar de manera habitual en los debates de Gran Hermano Dúo, como comentarista. 
En febrero, se anuncia su participación en la séptima edición de Ven a cenar conmigo: Gourmet edition junto a Carmen Lomana, José Antonio Canales Rivera y Pocholo Martínez-Bordiú. En ese mismo año, el 21 de marzo se estrena en Perú la película Sahara Ellen, el regreso del vampiro, en la que Saavedra tiene un papel protagonista, la cual grabó poco antes de entrar en Gran Hermano VIP 6 en España. En abril, empieza a colaborar cómo comentarista en las galas y debates de Supervivientes 2019, yendo incluso de visita como fantasma del pasado debido a la participación de su expareja, Carlos Lozano. En septiembre, empieza a colaborar en los debates de GH VIP 7, haciendo entrega en la final del reality el maletín a su sucesora Adara Molinero. 
En el 2020 comienza a colaborar en los debates de la nueva entrega de Supervivientes 2020.

## Trayectoria

### Televisión

#### Series
| Año  | Título   | Cadena                  | Notas                        |
| ---- | -------- | ----------------------- | ---------------------------- |
| 2010 | Asesinas | Panamericana Televisión | Miniserie. Elenco principal. |

#### Programas
| Año       | Título                                  | Cadena             | Notas                                |
| --------- | --------------------------------------- | ------------------ | ------------------------------------ |
| 2016      | Supervivientes 2016                     | Telecinco          | Concursante (5.ª Expulsada)          |
| 2018      | Gran Hermano VIP 6                      | Telecinco          | Concursante (Ganadora)               |
| 2018-2021 | Sálvame                                 | Telecinco          | Colaboradora                         |
| 2019      | Gran Hermano Dúo                        | Telecinco          | Colaboradora: El debate y Límite 48H |
| 2019      | Todo es mentira                         | Cuatro             | Colaboradora                         |
| 2019      | Supervivientes                          | Telecinco / Cuatro | Participante (Fantasma del pasado)   |
| 2019      | Ven a cenar conmigo: Gourmet edition    | Cuatro             | Concursante (4.º puesto)             |
| 2019      | MorninGlory                             | Be Mad             | Presentadora                         |
| 2019      | Sábado Deluxe                           | Telecinco          | Colaboradora                         |
| 2019-2020 | Supervivientes: Tierra de nadie         | Telecinco / Cuatro | Colaboradora                         |
| 2019      | Gran Hermano VIP: El Debate             | Telecinco          | Colaboradora                         |
| 2020      | La habitación del pánico                | Cuatro             | Colaboradora                         |
| 2020      | Solos/Solas                             | Mitele Plus        | Participante (21 días)               |
| 2021      | Secret Story: Cuenta atrás              | Telecinco / Cuatro | Colaboradora                         |
| 2022      | Sálvame                                 | Telecinco          | Invitada                             |
| 2022      | Secret Story: la casa de los secretos 2 | Telecinco          | Invitada VIP                         |
| 2023-2024 | Fiesta                                  | Telecinco          | Colaboradora                         |
| 2023      | Gran Hermano VIP 8                      | Telecinco          | Invitada                             |
| 2024      | Los vecinos de la casa de al lado       | Mitele Plus        | Concursante (4.ª Expulsada)          |
| 2025      | Tardear                                 | Telecinco          | Invitada                             |

### Digital
| Año  | Título        | Cadena  | Notas                 |
| ---- | ------------- | ------- | --------------------- |
| 2019 | Princess Inca | Mtmad   | Docureality           |
| 2020 | Bámbola TV    | Youtube | Programa en Streaming |
| 2024 | Malbert       | Youtube | Programa en Streaming |

### Cine
| Año  | Título                               | Notas            |
| ---- | ------------------------------------ | ---------------- |
| 2015 | Al filo de la ley                    | Papel menor      |
| 2016 | Aventura Sangrienta                  | Protagonista     |
| 2019 | Sahara Ellen, el regreso del vampiro | Papel secundario |
| 2019 | Vivir Ilesos                         | Papel menor      |

### Teatro
| Año  | Título                 | Notas                     |
| ---- | ---------------------- | ------------------------- |
| 2015 | El río hablador        | Papel secundario          |
| 2016 | Extraños hábitos       | Papel principal           |
| 2021 | Pa' qué nos conquistan | Monólogos interpretativos |